# Megachile rudihirta
Megachile rudihirta är en biart som beskrevs av Cockerell 1931. Megachile rudihirta ingår i släktet tapetserarbin, och familjen buksamlarbin. Inga underarter finns listade i Catalogue of Life.